# المؤتمر الأويغوري العالمي
المؤتمر الأويغوري العالمي (بالأويغورية: دۇنيا ئۇيغۇر قۇرۇلتى يى) هي المنظمة العالمية التي تمثل المصالح الجماعية للشعب الأويغوري المسلم في داخل تركستان الشرقية وخارجها على حد سواء.
تأسس المؤتمر الأويغورالعالمي في 16 من أبريل 2004 في ميونيخ بألمانيا بعد دمج المؤتمر القومي لتركستان الشرقية ومؤتمر الشباب الأيغوري العالمي في منظمة واحدة. والهدف الرئيسي من المؤتمر الأويغوري العالمي هو دفاع حق الشعب الأويغوري باستخدام وسائل سلمية وديموقراطية بدون عنف وإرهاب لتحديد المستقبل السياسي لتركستان الشرقية.
والمؤتمر الأويغور العالمي هي منظمة ديمقراطية تنتخب جميع قيادتها بطريق الديموقراطية من قبل المشاركين من جميع أنحاء العالم في الجمعية العامة لفترة ولاية مدتها ثلاث سنوات. وهم جميعا على اتصالات وثيقة وعلاقات عمل مع المنظمات الأويغورية في العالم التي تدافع عن حقوق الإنسان والحرية الدينية والديمقراطية للشعب الأويغور في تركستان الشرقية.
وفي عام 2004 أنتخب السيد أركين آلبتكين – وهو أمين العام السابق لمنظمة الأمم والشعوب غير الممثلة في الأمم المتحدة ومقرها لآهاي بهولندا. ولديه خبرة في العمل مع المنظمات الدولية والحكومات في الضغط من أجل حق الشعب الأويغور في تقرير المصير- أول رئيس للمؤتمر الأيغوري العالمي.
وكان قد أدى المؤتمر الأويغوري العالمي لجمعيته العامة الثانية مابين 24 – 27 نوفمبر في عام 2006 في ميونخ بألمانيا وإنتخب جميع المندوبين بصوت واحد السيدة رابعة قدير رئيسة للمؤتمر الأويغوري العالمي.
وقد عقدت المؤتمر الأيغوري العالمي لجمعيتها العامة الثالثة في واشنطن عاصمة الولايات المتحدة في الفترة من 21-25 مايو في عام 2009.  وحضر أعضاء الوفود والمراقبون من كل من أستراليا، بلجيكا، كندا، دنمارك، فرنسا، ألمانيا، هولندا، اليابان، كازاخستان، قيرغيزستان، نرويج، السويد، تركيا، والولايات المتحدة الأمريكية  للجمعية العامة وإنتخبت بالإجماع السيدة رابعة قادير –  زعيمة الحقوق الإنسان الدولية والحركة الديمقراطية للشعب الأويغوري للفترة الثانية رئيسة للمؤتمر الأويغور العالمي.
لقد أسست السيدة رابعة قادير قبل انتخابها رئيسة لمؤتمر الأويغوري العالمي مؤسسة حقوق الإنسان والديمقراطية للأويغور، وترأس حاليا لجمعية الأمريكية الأويغورية ومقرها واشنطن عاصمة الولايات المتحدة. وهي فائزة بجائزة رافتو لحقوق الإنسان بالنورويج، والمرشحة لجائزة نوبل للسلام 2005-2006-2007-2008-2009-2010-2011. وكانت قدأمضت ما يقرب من ست سنوات في السجون الصينية.و بعد إطلاق سراحها في عام 2006 هاجرت إلى الولايات المتحدة الأمريكية. وهي قالت انها قد بذلت كل طاقتها للكفاح من أجل الحرية والديمقراطية وحقوق الإنسان للشعب الأويغوري في تركيتان الشرقية. لعملها العظيم وجهدها الكبيرفي مجال حقوق الإنسان والديموقراطية والحرية الوطنية للشعب الأويغوري المسلم يحق لها اسم «الزعيمة والأم الروحية» للشعب الأويغوري المسلم.
في عام 2018، دعا دولقون عيسى، الرئيس الجديد للمؤتمر منذ عام 2017، إلى إغلاق معسكرات "إعادة التعليم" في شينجيانغ، قائلا «ما نشهده اليوم في تركستان الشرقية هو أكثر من مجرد قمع، إنها حملة متعمدة لطمس هوية الأويغور.»

### روابط خارجية
- الموقع الرسمي